# Angelika Brand
Angelika Brand (13 de febrero de 1976) es una deportista alemana que compitió en remo. Ganó tres medallas en el Campeonato Mundial de Remo entre los años 1997 y 2000.

## Palmarés internacional
| Campeonato Mundial | Campeonato Mundial      | Campeonato Mundial | Campeonato Mundial      |
| Año                | Lugar                   | Medalla            | Prueba                  |
| ------------------ | ----------------------- | ------------------ | ----------------------- |
| 1997               | Aiguebelette (Francia)  | Medalla de oro     | Doble scull ligero      |
| 1999               | St. Catharines (Canadá) | Medalla de plata   | Cuatro scull ligero     |
| 2000               | Zagreb (Croacia)        | Medalla de plata   | Scull individual ligero |